# Phyllonorycter mariaeella
Phyllonorycter mariaeella är en fjärilsart som först beskrevs av Victor Toucey Chambers 1875.  Phyllonorycter mariaeella ingår i släktet guldmalar, och familjen styltmalar. Inga underarter finns listade i Catalogue of Life.